# Domezain-Berraute
Domezain-Berraute è un comune francese di 547 abitanti situato nel dipartimento dei Pirenei Atlantici nella regione della Nuova Aquitania.

## Società

### Evoluzione demografica
Abitanti censiti